# Sumangali
Sumangali ist ein in Indien praktiziertes Prinzip der Kinderarbeit.

## Prinzip
Vorwiegend Textilunternehmen schließen dabei mit den Eltern mehrjährige Arbeitsverträge für deren junge Töchter, bei denen ein großer Teil der Entlohnung erst nach vollständiger Erfüllung gezahlt wird. So soll das Mädchen zu der Mitgift kommen, die es in eine Ehe mitzubringen hat. Nach den dortigen Moralvorstellungen ist eine unverheiratete Frau wertlos. Sumangali ist ein Euphemismus und heißt in etwa Glückliche Braut. Der Bundesregierung der Bundesrepublik Deutschland ist das Prinzip der Sumangali bekannt. Da derzeit jedoch keine rechtliche Verpflichtung für Unternehmen besteht, ihre Bezugsquellen offenzulegen, hat die Bundesregierung keine Informationen darüber, ob deutsche oder europäische Unternehmen Textilien produzieren lassen, die im Rahmen des Sumangali-Prinzips hergestellt wurden oder im Rahmen ihrer Zulieferketten auf derartig produzierte Textilien zurückgreifen, sie einführen, weiterverarbeiten oder sie verkaufen.

## Kritik
Terre des hommes und andere humanitäre Organisationen bezeichnen dieses Prinzip als Ausbeutung und Sklaverei. Laut den Organisationen werden die Mädchen in kasernenartigen Unterkünften gehalten, die sie nicht verlassen dürfen. Kontakte mit der Familie sind dabei nur selten und nur unter Aufsicht gestattet. Dies gestattet es den Unternehmen, repressiv und nahezu beliebig mit den Mädchen zu verfahren. Infolgedessen kommt es nicht selten zu Verletzungen, Verstümmelungen und Selbstmorden. Headhunter erhalten für jedes akquirierte Mädchen eine Kopfprämie. Indem sie die wahren Verhältnisse beschönigen, finden sie ihre Opfer in zumeist armen Familien. Volker Beck kritisiert, dass Textilien, die im Rahmen des Sumangali-Systems hergestellt wurden, nach Deutschland importiert und hier verkauft werden dürfen, unter anderem auch von deutschen Unternehmen.